# Musiara Inferiore
Musiara Inferiore è una frazione del comune di Tizzano Val Parma, in provincia di Parma.
La località dista 2,83 km dal capoluogo.

## Geografia fisica
Musiara Inferiore sorge alla quota di 889 m s.l.m., sulle propaggini settentrionali del monte Caio, sul versante sinistro della val Parmossa.

## Origini del nome
Il toponimo della frazione ha forse origine dal gallico cisalpino Mosa, utilizzato nel Medioevo col significato di "luogo paludoso", oppure dallo zoonimo latino Mus, ossia "topo".

## Storia
Il borgo, in epoca medievale noto come Villa Casellarum, era inizialmente unito all'abitato di Musiara Superiore. Nel 1230 a servizio della località fu eretta nel vicino centro di Fontanafredda una cappella, dipendente dall'abbazia di San Giovanni Evangelista di Parma.
Nel XV secolo Musiara entrò a far parte del feudo di Belvedere, la cui rocca fu edificata a monte di Moragnano e Rusino nei primi anni del secolo per volere del signore di Tizzano Ottobuono de' Terzi; nel 1409, in seguito all'uccisione del condottiero, il castello fu occupato da Odoardo Pallavicino, per conto del marchese di Ferrara Niccolò III d'Este. Dopo la cessione di Parma in cambio di Reggio Emilia nel 1420 al duca di Milano Filippo Maria Visconti, quest'ultimo nel 1441 investì nuovamente del feudo di Belvedere Guido e Giberto Terzi.
Tra il 1447 e il 1448, nella breve parentesi temporale in cui Parma si rese indipendente da Milano, il Comune cittadino affidò direttamente la gestione del territorio, comprendente le località di Rusino, Moragnano, Vezzano, Groppizioso, Lalatta, Treviglio e Musiara, al podestà Antonio Caviceo, ma nel 1450 il duca Francesco Sforza elevò il feudo al rango di contea e lo assegnò ancora ai Terzi, che ricevettero conferma dell'investitura nove anni dopo.
Nel 1551, durante la guerra di Parma, il castello fu assaltato da Camillo Rossi e la contea fu inglobata tra i domini rossiani.
In seguito alla crescita della popolazione dei due borghi di Musiara Inferiore e Musiara Superiore, nel 1613 le rispettive chiese, fino ad allora unite in una stessa parrocchia, furono rese completamente autonome, separando così anche i due centri abitati.
Nel 1666 il marchese Scipione I de' Rossi, oberato dai debiti, fu costretto a cedere tutte le rocche appenniniche in suo possesso alla Camera Ducale di Parma, che nel 1774 assegnò il feudo di Belvedere, comprendente, oltre a Musiara Inferiore, numerose altre località dei dintorni, al conte Giuseppe Camuti; quest'ultimo nel 1790 lo cedette, in cambio di alcune terre a Ronchetti di San Secondo, al conte Pietro Andrea Leggiadri Gallani, che ne mantenne i diritti fino al 1805, quando i decreti napoleonici sancirono la loro abolizione nell'ex ducato di Parma e Piacenza.
Nel mese di aprile 2013, nei pressi dell'abitato, una frana, già preesistente, si innescò nuovamente a causa delle intense precipitazioni, provocando il crollo di un tratto della strada provinciale tra Musiara Inferiore e Groppizioso, interrompendo la principale strada di accesso alla stazione sciistica di Schia.

## Monumenti e luoghi d'interesse

### Chiesa di San Giorgio

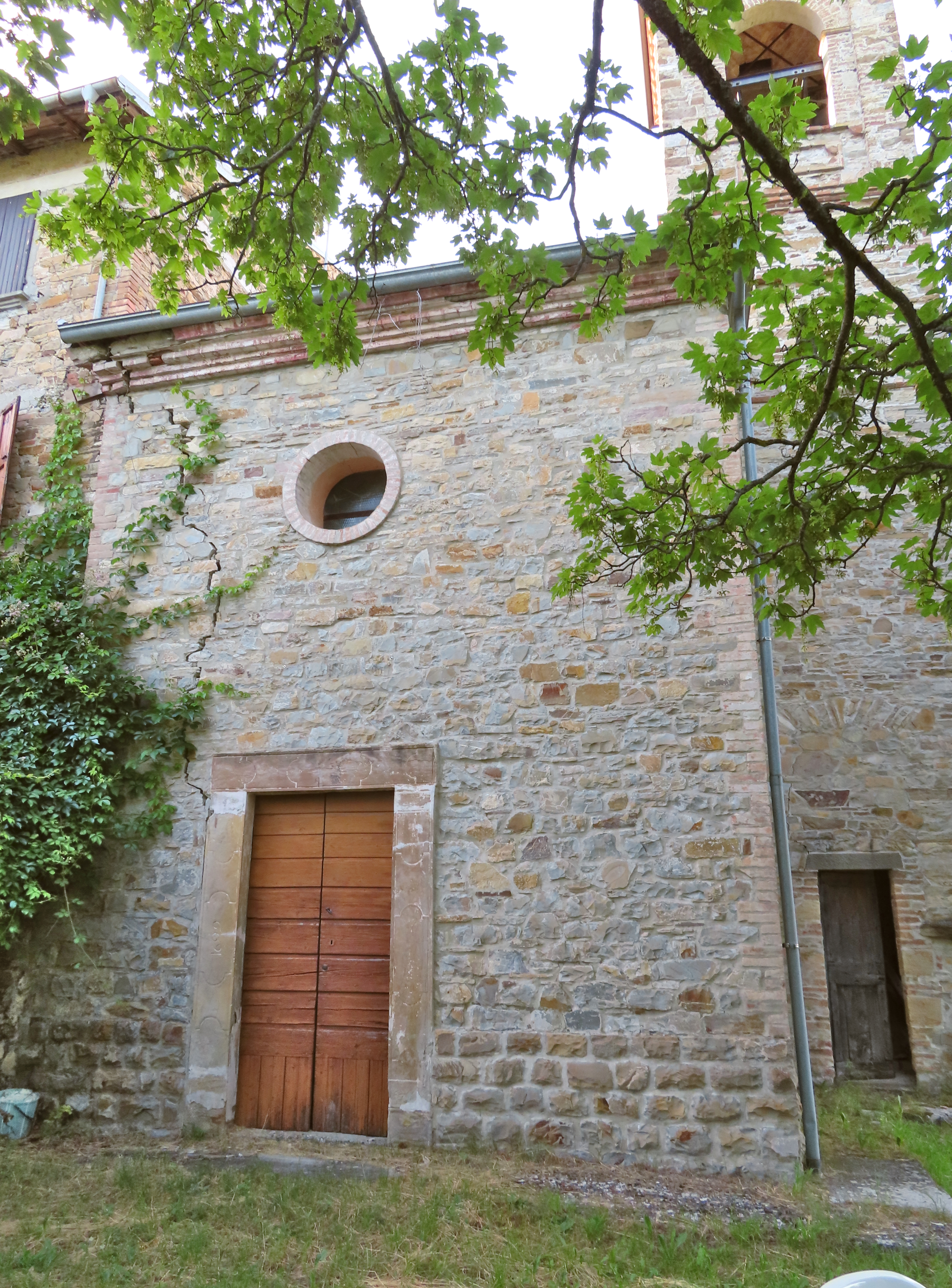
Chiesa di San Giorgio

Menzionata per la prima volta nel 1230, la cappella originaria di Fontanafredda fu elevata a sede parrocchiale nel 1564 e separata dalla cappella di San Rocco di Musiara Superiore nel 1613; abbandonata verso la fine del XVII secolo in quanto in rovina, fu successivamente ricostruita a Musiara Inferiore in forme barocche. L'edificio, sviluppato su una pianta a navata unica affiancata da una cappella per lato, presenta una semplice facciata rettangolare interamente rivestita in pietra; all'interno l'aula intonacata, coperta da una volta a botte lunettata, è scandita in tre campate da una serie di lesene a sostegno del cornicione perimetrale.

### Casa Banzi
Edificata in epoca remota, la casa presenta un portale in pietra scolpita, databile al XVII secolo o forse più antico di due secoli.